# Barthélemy Baur
Pour les articles homonymes, voir Baur.
Barthélemy Baur est un harpiste et compositeur français né à Paris le 28 août 1751 et mort dans la même ville le 15 janvier 1823. 

## Biographie
Barthélemy Baur naît le 28 août 1751 à Paris.
Il est le fils du compositeur et harpiste Jean Baur, et à l'instar de sa sœur Marie-Marguerite Baur est également harpiste,,. Il est aussi connu comme « Baur le fils »,.
Il s'installe à Tours, ville où il enseigne avec sa femme la harpe, le piano et le chant.
En tant que compositeur, on connait de Barthélemy Baur deux œuvres publiées à Paris, un Recueil d'ouvertures, op. 1, arrangé pour harpe (vers 1771), ainsi que Trois sonates pour harpe, op. 2, des partitions avec accompagnement ad libitum pour violon et violoncelle.
Barthélemy Baur meurt le 15 janvier 1823 à Paris,.
Il est le père de Charles-Alexis Baur, harpiste et compositeur à son tour, né en 1789.